# Tegalampel (Tegalampel)
Tegalampel is een bestuurslaag in het regentschap Bondowoso van de provincie Oost-Java, Indonesië. Tegalampel telt 1667 inwoners (volkstelling 2010).